# Lil Wayne
Dwayne Michael Carter, Jr. (sinh 27 tháng 9 năm 1982), hay còn được biết với nghệ danh Lil Wayne, là một rapper người Mỹ đã từng đoạt giải Grammy. Là cựu thành viên của ban nhạc rap Hot Boys, anh đã làm việc trong Cash Money Records khi còn thiếu niên. Get It How U Live!, phát hành năm 1997, là album đầu tiên của Lil Wayne với Hot Boys, và Tha Block is Hot, album solo đầu tay, ra mắt năm 1999.

## Danh sách đĩa hát
Album phòng thu
- 1999: Tha Block Is Hot
- 2000: Lights Out
- 2002: 500 Degreez
- 2004: Tha Carter
- 2005: Tha Carter II
- 2008: Tha Carter III
- 2009: Rebirth
- 2011: Tha Carter IV
- 2010: I Am Not A Human Being
- 2011: Tha Carter IV
- 2013: I Am Not a Human Being II
- 2013: Rich Gang (with Rich Gang)
- 2015: Free Weezy Album
- 2018: Tha Carter V